# Манлихер, Фердинанд
Фердинанд Манлихер (нем. Ferdinand Mannlicher, полное имя — Фердинанд Карл Адольф Йозеф фон Манлихер (нем. Ferdinand Karl Adolf Josef, Ritter von Mannlicher); 30 января 1848 — 20 января 1904) — австрийский инженер, конструктор магазинных и автоматической винтовок и самозарядного пистолета.

## Биография
До 1886 года — главный инженер Северной железной дороги императора Фердинанда. Ему быстро удалось сделать себе имя как инженеру-путейцу, однако Манлихера всегда интересовало огнестрельное оружие. В 1876 году, побывав на Всемирной выставке в Филадельфии, заинтересовался конструированием стрелкового оружия. С 1878 года — инженер-оружейник в фирме «Остеррайхише Ваффенфабрик-Гезельшафт». По его имени названа винтовка Манлихера.
В 1880 году создал винтовку с прикладным, трубчатым магазином. В 1885 году создал винтовку со срединным магазином, а также 11-мм автоматическую, тоже со срединным магазином. В 1886 году винтовка Манлихера была принята на вооружение австро-венгерской армии, в следующем году он предложил аналогичное оружие с револьверным магазином. В 1894 году изготовил кавалерийский карабин с двухрядным магазином и автоматическую винтовку с неподвижным стволом. Ещё через два года — винтовку с поворачивающимся затвором. Кроме того, Манлихер создал несколько моделей автоматических пистолетов (Манлихер М96 , Манлихер1905). Его винтовки состояли на вооружении в армиях Австро-Венгрии, Болгарии, Голландии, Греции (Манлихер-Шенауер 1903\14), Италии (Манлихер-КарканоМ-91) и Румынии. А его механизм заряжания «пачкой», впервые задействованный на винтовках Манлихера, позднее позаимствовали в Германии (Gewehr 1888) и Франции (Бертье 1892).

## Винтовки Манлихера в литературе и искусстве
Винтовки Манлихера упоминаются во многих литературно-художественных произведениях.
- А. Степанов «Порт-Артур» В батальных сценах немалое место занимают «старые китайские винтовки», представляющие собой винтовки Манлихера, доставшиеся от войск империи Цин.
- А. Козачинский «Зеленый фургон» милиционер Грищенко вооружен винтовкой Манлихера.
- Винтовки Манлихера под  названием «манлихеровки» упоминаются в романе Ярослава Гашека «Похождения бравого солдата Швейка».
- Э. Хемингуэй в рассказе «Недолгое счастье Фрэнсиса Макомбера» главный герой убит собственной женой из этой винтовки.
- В романе Бориса Акунина «Не прощаюсь» Эраст Фандорин отбирает у бандитов винтовку Манлихера и из неё отстреливается.
- В немой картине А. Довженко «Арсенал» (другое название «Восстание в Киеве в 1918 году») австро-венгерские части наступают на Украину с «манлихеровками» в руках.
- В игре Sinking City Чарльз Рид использует винтовку Манлихера в качестве оружия. Её можно получить по завершении квеста Отцы и Дети.
- С этой винтовкой в руках пошёл поднимать в атаку Корниловский полк его первый командир полковник Неженцев. Но был убит разорвавшимся снарядом. (Из воспоминаний первопоходника — участника того боя)